# Polly Samson
Polly Samson (Londres, 29 de abril de 1962) es una periodista y novelista británica, esposa del músico David Gilmour. Ha escrito textos en parte de la obra como solista de Gilmour y ha trabajado como letrista del grupo Pink Floyd.

## Vida y carrera
Su padre fue Lance Samson (fallecido el 4 de febrero de 2013), editor y corresponsal diplomático de Morning Star y su madre fue una escritora de ascendencia china, Esther Cheo Ying, que escribió una memoria, Black Country to Red China, sobre su tiempo sirviendo como Mayor en el Ejército Rojo de Mao Zedong.
Después de una infancia problemática, Polly se unió a la industria editorial, a través de la cual conoció al escritor Heathcote Williams, con quien tuvo su primer hijo, Charlie. Después de su nacimiento, Samson quedó sin hogar y recibió la ayuda de la periodista Cassandra Jardine. Después de separarse de Williams, Samson conoció al guitarrista y cantante de Pink Floyd, David Gilmour, con quien se casó en 1994 durante la gira en soporte del disco Division Bell. Su hijo Charlie fue adoptado por Gilmour, con quien tuvo otros tres hijos: Joe, Gabriel y Romany.
También ha escrito cuentos para BBC Radio 4 y ha publicado una colección titulada Lying in Bed (Virago, 1999) y una novela, Out of the Picture (Virago, 2000). Ha contribuido con piezas e historias de muchos otros libros y publicaciones que incluyen Gas and Air (Bloomsbury, 2003), Girls Night In (Harper Collins, 2000), A Day in the Life (Black Swan, 2003) y The Just When Stories (Beautiful Books, 2010). La colección de historias de Samson, Perfect Lives, fue publicada en noviembre de 2010 por Virago Press. Su novela The Kindness se publicó en 2015.
A Samson se le acredita como coescritora de siete de las once canciones del álbum The Division Bell. También escribió algunas letras para el álbum de 2006 de Gilmour, On an Island, e hizo una aparición especial en el piano y la voz. Contribuyó con letra de "Louder than Words", la única canción en el disco de Pink Floyd en 2014 The Endless River que contiene líricas. Samson también contribuyó como letrista en el último álbum de Gilmour, Rattle That Lock (2015), inspirada en Paradise Lost, un poema épico de John Milton.

En 2018, Polly Samson fue nombrada miembro de la Sociedad Real de Literatura.

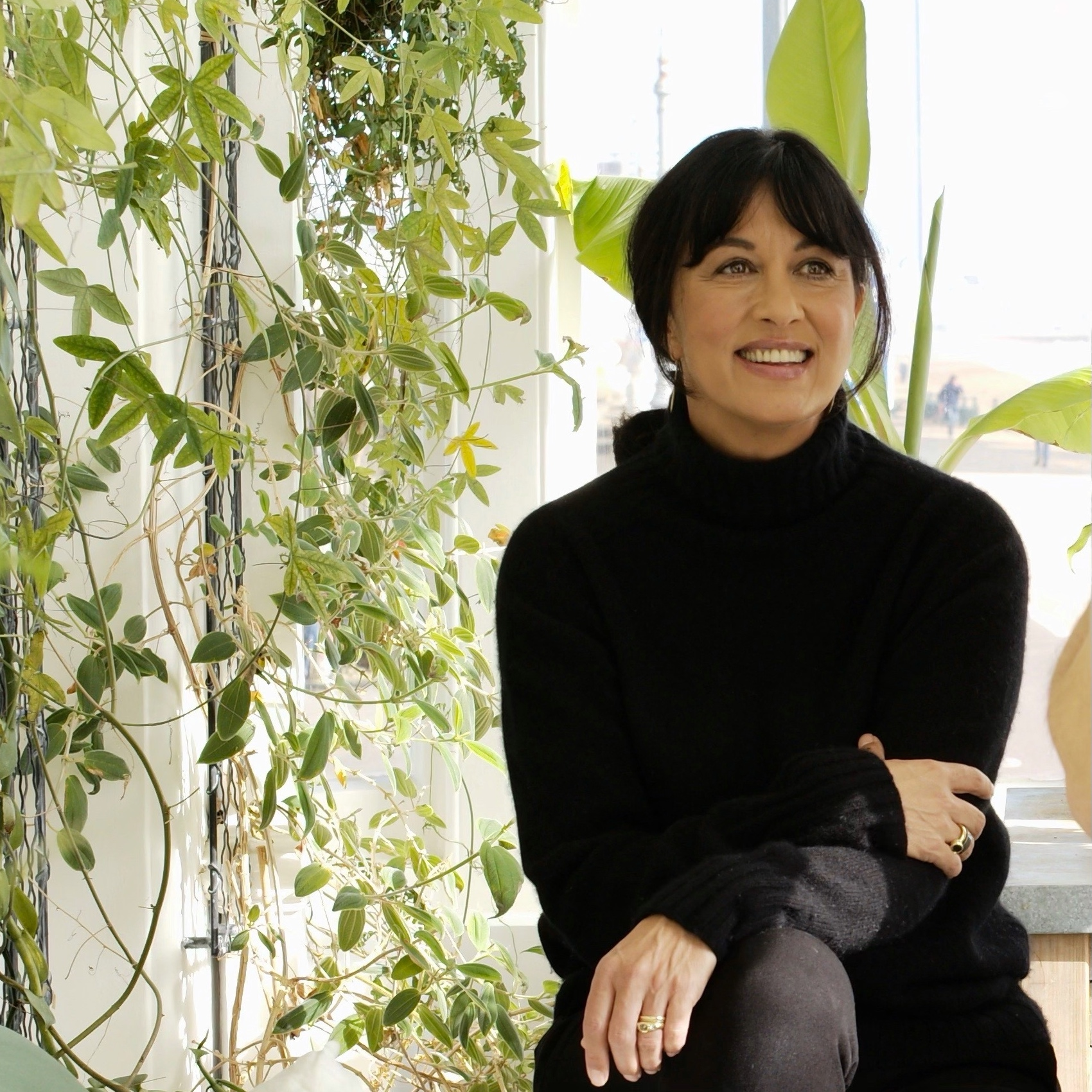
Polly Samson.

## Obras
- Lying in Bed – Virago Press Ltd, 2000; ISBN 1-86049-667-9
- Out of the Picture – Virago Press Ltd, 2001; ISBN 1-86049-864-7
- Perfect Lives – Virago Press Ltd, 2010; ISBN 1-86049-992-9
- The Kindness – Bloomsbury Publishing, 2015; ISBN 978-1632860675